# Patryk Górecki
Pour les articles homonymes, voir Górecki (homonymie).
Patryk Górecki, né le 25 mai 1996, est un coureur cycliste polonais, membre de l'équipe KS Pogoń Mostostal Puławy.

## Palmarès sur route

### Par années
- 2014
  - 2e du championnat de Pologne du contre-la-montre juniors
- 2016
  - 4e étape de Pologne-Ukraine (contre-la-montre)
- 2018
  - Pologne-Ukraine :
    - Classement général
    - 3e étape (contre-la-montre)

### Classements mondiaux
| Année           | 2017   |
| --------------- | ------ |
| UCI Europe Tour | 1 715e |

## Palmarès sur piste

### Championnats de Pologne
- 2017
  - 3e de la poursuite par équipes